# Bagrus ubangensis
Bagrus ubangensis е вид лъчеперка от семейство Bagridae. Видът не е застрашен от изчезване.

## Разпространение
Разпространен е в Демократична република Конго, Камерун и Централноафриканска република.

## Описание
На дължина достигат до 31,5 cm.